# Leandro Bacuna
Leandro Jones Johan Bacuna (Groningen, Hollandia, 1991. augusztus 21. –) curaçaói származású holland labdarúgó, a Watford játékosa.

## Pályafutása

### FC Groningen
Bacuna 2009. október 30-án mutatkozott be az FC Groningenben, egy PSV Eindhoven elleni bajnokin. November 6-án, a Heracles Almelo ellen megszerezte első gólját. A Groningennél töltött ideje alatt 109 bajnoki mérkőzésen lépett pályára és 14 gólt szerzett.

### Aston Villa
2013. június 13-án Bacuna hároméves szerződést kötött az Aston Villával. Július 27-én, egy Crewe Alexandra elleni barátságos meccsen gólt szerzett egy távoli lövésből. A mérkőzést 5-1-re a birminghamiek nyerték.